# Champagne Problems
Champagne Problems è l'ottavo album in studio della cantante rumena Inna, pubblicato in due parti, la prima uscita il 7 gennaio 2022 e la seconda l'11 marzo 2022.

## Tracce

### Tracce Champagne Problems #DQH1
1. Always on My Mind – 2:44
2. Champagne Problems – 2:47
3. Lonely – 2:56
4. Love Bizarre – 3:10
5. Baby – 3:02
6. Fire & Ice – 3:10
7. Solo – 2:37
8. Ready Set Go – 2:36

### Tracce Champagne Problems #DQH2
1. Cryo – 2:39
2. Millenium – 3:00
3. Take Me Home – 2:33
4. Kumera – 2:48
5. Oxygen – 2:53
6. Karma – 2:48
7. Breatheless – 2:21
8. Don’t Let Me Down – 2:32